# Ducme
Ducme (em árabe: الدقم; romaniz.: Ad-Duqm) é uma cidade da província Central e capital do vilaiete de Ducme, no Omã.